# Nslookup
nslookup  är ett datorprogram som används i Windows och Unix för att skicka förfrågningar till Domain Name System (DNS)-servrar för att få DNS-information, inklusive IP-adress för en viss dator, MX-poster för en domän och NS-servrar för en domän. Namnet nslookup  betyder "name server lookup". Den vanligaste versionen av programmet ingår som en del av BIND-paketet. Mer moderna alternativ till nslookup är "host"- och "dig"-program som också levereras med BIND. Både nslookup och dig hämtar namnserverinformation från  /etc/resolv.conf.
nslookup har följande underkommandon:
- server NAME (där NAME är namnet eller IP-adressen för en DNS-server som ska tillfrågas). Det är inte alltid möjligt att skicka en förfrågan till en specifik DNS-server eftersom DNS-frågor ofta är blockerade för att förhindra DOS-attacker.
- set type = NAME (där NAME är den typ av information som ska efterfrågas). Till exempel kommer "set type mx" att ge mail-poster.

## Exempel på användning
Kommandorad:
```
unix% nslookup example.com

Server: 192.168.1.1
Adress: 192.168.1.1 # 53

Non-authoritative answer:
Name: example.com
Address: 208.77.188.166
```

Använda underkommandon:
```
nslookup

> server dns.com
Default Server: dns.com
Address: 169.254.82.215

> set type=mx
> microsoft.com
Server: dns.com
Address: 64.40.103.249

microsoft.com MX preferens = 0, mail exchanger = nullmx.domainmanager.com
> exit
```

### Tolkning av standardsvar från nslookup
De första två raderna är information om namnservern som levererar svaret. De följande två raderna visar namn och IP-adressen till den dator som kollades upp.